# 栃木信用金庫
栃木信用金庫（とちぎしんようきんこ、英語：Tochigi Shinkin Bank）は、栃木県栃木市に本店を置く信用金庫である。略称はとちしん。
フィッチ・レーティングスでは、信金財務力格付を「N+」。格付のアウトルックは「強含み」としている。。（2006年11月9日）

## 沿革
- 1928年（昭和3年）6月15日 - 有限責任栃木信用組合を設立[1]
- 1943年（昭和18年）8月 - 市街地信用組合法に基づき、改組（組合長 : 中島武）
- 1950年（昭和25年）4月 - 中小企業等協同組合法に基づき、改組
- 1952年（昭和27年）5月 - 信用金庫法に基づき、栃木信用金庫となる（理事長 : 中島武）
- 1993年（平成5年）12月 - 那須クラブハウス 開所
- 2002年（平成14年）2月 - 経営破たんした宇都宮信用金庫より、事業の一部を譲り受ける（7カ店6出張所）宇信金の旧本店を「宇都宮営業部」とし、宇都宮支店を松原支店に改称
- 2006年（平成18年）
  - 10月 - 城内支店を廃止し駅前支店に統合
  - 12月 - 松原支店（旧宇都宮支店）、伝馬町支店を廃止・統合し「桜通り支店」オープン
- 2007年（平成19年）10月 - 大工町支店を新築移転し「馬場通り支店」オープン
- 2009年（平成21年）11月 - 新栃木支店を廃止し本店営業部に統合
- 2017年（平成29年）11月 - 箱森支店を廃止し本店営業部に統合
- 2018年（平成30年）
  - 2月 - 大平南支店を廃止し大平町支店に統合
  - 5月 - 川原田支店を廃止し本店営業部に統合。間々田支店を廃止し思川支店に統合
- 2020年（令和2年）
  - 2月 - 馬場通り支店を廃止し本店営業部に統合。
- 2025年（令和7年）1月20日 - この日から磁気の影響を受けにくい新しい通帳（Hi-Co通帳）を取扱開始した(Hi-Co通帳に対応していない信用金庫ATMではHi-Co通帳は使えない。)[3]。

## 店舗

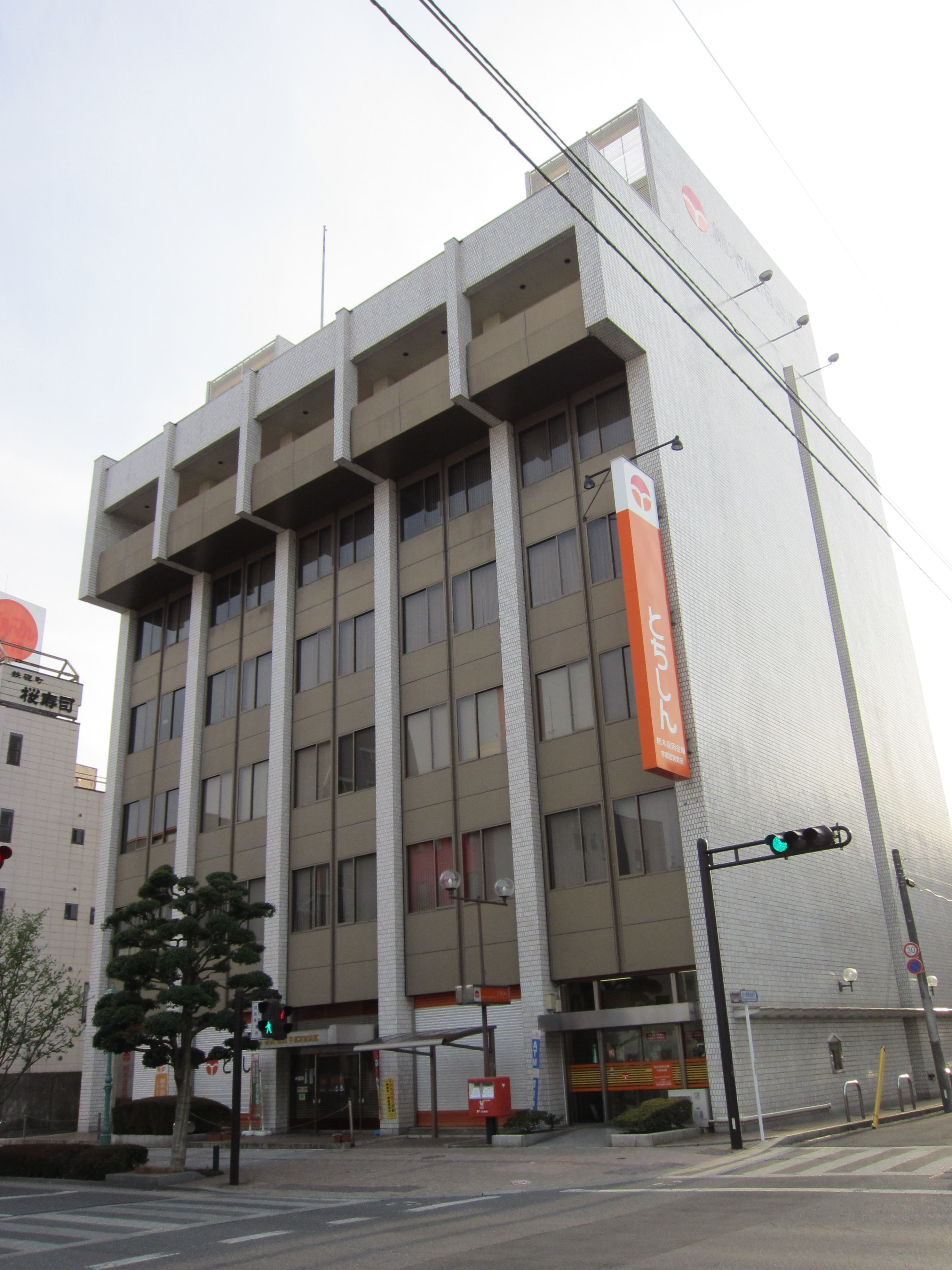
栃木信用金庫宇都宮営業部
（旧宇都宮信用金庫本店）

店舗は本店のある栃木市の他、県庁所在地のある宇都宮市や、小山市・佐野市・下都賀郡壬生町といった栃木市周辺の市町村に置かれている。
|                | 店舗名             | 所在地     |
| -------------- | ------------------ | ---------- |
| 栃木市         | 本店               | 万町       |
| 栃木市         | 駅前支店           | 境町       |
| 栃木市         | 西支店             | 片柳町     |
| 栃木市         | 東支店             | 今泉町     |
| 栃木市         | 大平町支店         | 大平町富田 |
| 栃木市         | 藤岡支店           | 藤岡町藤岡 |
| 栃木市         | 都賀支店           | 都賀町家中 |
| 栃木市         | 岩舟支店           | 岩舟町静   |
| 小山市         | 思川支店           | 大字大行寺 |
| 下都賀郡壬生町 | 壬生支店           | 中央町     |
| 下都賀郡壬生町 | おもちゃのまち支店 | 若草町     |
| 佐野市         | 佐野南支店         | 北茂呂町   |
| 宇都宮市       | 宇都宮営業部       | 中央       |
| 宇都宮市       | 馬場通り支店       | 馬場通り   |
| 宇都宮市       | 桜通り支店         | 桜         |
| 宇都宮市       | 滝谷町支店         | 滝谷町     |
| 宇都宮市       | 江曽島支店         | 大和       |
| 宇都宮市       | 雀宮支店           | 高砂町     |